# Ferdinand de Woelmont
Ferdinand de Woelmont, né à Bruxelles le 2 août 1815 et mort le 26 juillet 1874, est un homme politique belge.

## Fonctions et mandats
- Membre du Sénat belge : 1859-1875

## Sources
- Jean-Luc DE PAEPE & Christiane RAINDORF-GERARD, Le Parlement belge, 1831-1894. Données biographiques, Brussel, 1996.
- Oscar COOMANS DE BRACHÈNE, État présent de la noblesse belge, Annuaire 2001, Brussel, 2001.